# Jisra'el post
Jisra'el post (hebrejsky: ישראל פוסט, doslova Izraelská pošta) je hebrejský psaný bezplatný deník vycházející v Izraeli od roku 2007.
Vlastní ho Eli Azur a Dov Weisman. První číslo se objevilo 5. srpna 2007. V prvních dvou měsících list vycházel pod jménem Metro Jisra'el (מטרו ישראל). Tento počáteční název byl inspirován modelem bezplatných deníků vydávaných společností Metro International. Ta se proto kvůli tomu obrátila na soud a list musel své jméno změnit do současné podoby. Zpočátku byl deník distribuován odpoledne a součástí marketingové kampaně bylo, že jde o jediný odpolední list v Izraeli. Později přešel na ranní distribuci. Náklad dosahuje cca 200 000 výtisků. Deník je distribuován na veřejných místech a také v síti obchodů, kterou ovládá Dov Weisman, přičemž ta zde i silně inzeruje.